# The Weather Network
The Weather Network (TWN) ist ein kanadischer englischsprachiger Fernsehsender, der rund um die Uhr ausschließlich aktuelle Wetterinformationen ausstrahlt. Der Sender hat seinen Hauptsitz in Oakville, Ontario und wird von Pelmorex Media Inc. betrieben. Pelmorex Media betreibt einen weiteren französischsprachigen Wettersender, MétéoMédia, der die Region um Montreal und Großraum Québec versorgt. Des Weiteren werden Radiosender betrieben, die über die aktuelle Wetterlage berichten.

## Geschichte
The Weather Network begann mit der Ausstrahlung seines Programms am 1. September 1988 als WeatherNow. Damals befand sich der Sender in Besitz von  Lavalin Inc. In den Anfängen gab es technische Schwierigkeiten, als man versuchte, TWN und das französischsprachige Programm von MétéoMédia mit einem Fernsehsignal über einen analogen Transponder des kanadischen Anik-Satelliten zu senden. Dies Problem löste man durch die parallele Ausstrahlung über zwei Signale, welche auf dem ersten das Hauptprogramm übertrug und auf dem zweiten regionale Wetternachrichten. Am 1. Mai 1989 wurde WeatherNow in The Weather Channel umbenannt. 1992 wurden grafische Wettertafeln und Wetterkarten eingeführt. Am 2. Mai 1998 zog der Sender von Montreal nach Mississauga, Ontario um. 1999 wurde eine überarbeitete modernere Website gestartet, die einfach zu bedienen war. Die Website bot aktuelle Wetterinformationen und Wetterwarnungen bei Unwettern. Im November 2005 zog der Sender nach Oakville, einer Vorstadt von Toronto um.

## Sendungen
Pelmorex beschäftigt seine eigenen Meteorologen, die Wetteranalysen, Berechnungen und Vorhersagen durchführen. Die Meteorologen benutzen das Vorhersagesystem Pelmorex Forecast Engine (PFE), das von Pelmorex entwickelt wurde. Ein ergänzendes System ist PMX, welches separat lokale Wetterdaten von 1200 Wetterstationen in ganz Kanada analysiert.
- Nationale Wettervorhersagen für ganz Kanada
- Lokale Wettervorhersagen
- Internationale Wetternachrichten

Daneben werden weitere spezielle Wetterinformationen gesendet zu Themen wie:

### Frühlings/Sommer/Herbst
- Lawn & Garden Forecast – aktuelle Wettervorhersagen Gartenaktivitäten
- Pollen Forecast – Pollenvorhersagen
- UV Report – UV-Strahlungsreport
- Air Quality Health Index – Luftqualitätsanalsysen

### Im Winter
- Wintersportwetter, Ski- und Snowboardverhältnisse
- Autobahnverkehrsinformationen

## Weather Channel HD
The Weather Network HD ist ein parallel betriebener Kanal, der in 1080i-HD-Format sendet. Gestartet wurde das Format am 30. Mai 2011.

## Web und Mobile Services
2001 hat The Weather Network den Dienst WeatherDirect gestartet. Dieser sendet aktuelle Verkehrs- und Wetterinformationen sowie Unwetterwarnungen an eine vorher angegebene E-Mail-Adresse.
WeatherEye ist eine Applikation, die von The Weather Network entwickelt wurde, die für PC- und Mac-Systeme sowie für Smartphones verfügbar ist. Die Anwendung bietet aktuelle Wetterinformationen, Wettervorhersagen und Unwetterwarnungen.